# Rocha Pombo
José Francisco da Rocha Pombo (Morretes, 4 de dezembro de 1857 — Rio de Janeiro, 26 de junho de 1933) foi um jornalista, advogado, professor, historiador, político e escritor brasileiro.

## Biografia
Filho de Manuel Francisco Pombo e de Angélica Pires da Rocha, formou-se pela Faculdade de Direito do Rio de Janeiro.
Rocha Pombo foi um ardoroso abolicionista morretense, tendo fundado em Morretes, no ano de 1879, o jornal "O Povo" e mais tarde, na cidade de Castro, o jornal "Eco dos Campos" e nos dois periódicos divulgava as ideias que abraçara. 
Em 1892 foi diretor do "Diário do Comércio", do qual se tornaria proprietário.
Elegeu-se deputado à Assembleia Provincial em 1886 pelo Partido Liberal. 
Desiludido com os acontecimentos políticos decorrentes da Revolução Federalista, transfere-se para a Corte, no ano de 1897, onde logo se habilita para lecionar no Colégio Pedro II e na Escola Normal.
Tentou, no Paraná, criar uma universidade, sem sucesso.
Foi membro do Instituto Histórico e Geográfico Brasileiro.
No Paraná, sua terra natal, é cultuado como um dos maiores expoentes na literatura do estado, recebendo ali diversas homenagens, tendo sua memória preservada e cultuada. Uma destas homenagens foi concedida pela Academia Paranaense de Letras como o "Fundador" da Cadeira N° 1 desta instituição. 
Rocha Pombo também é homenageado em diversos nomes de logradouros, vide a Rua Rocha Pombo, situada no bairro do Juvevê, em Curitiba, a Avenida Rocha Pombo, em São José dos Pinhais e Rua Rocha Pombo no bairro da Liberdade, em São Paulo.

## Publicações

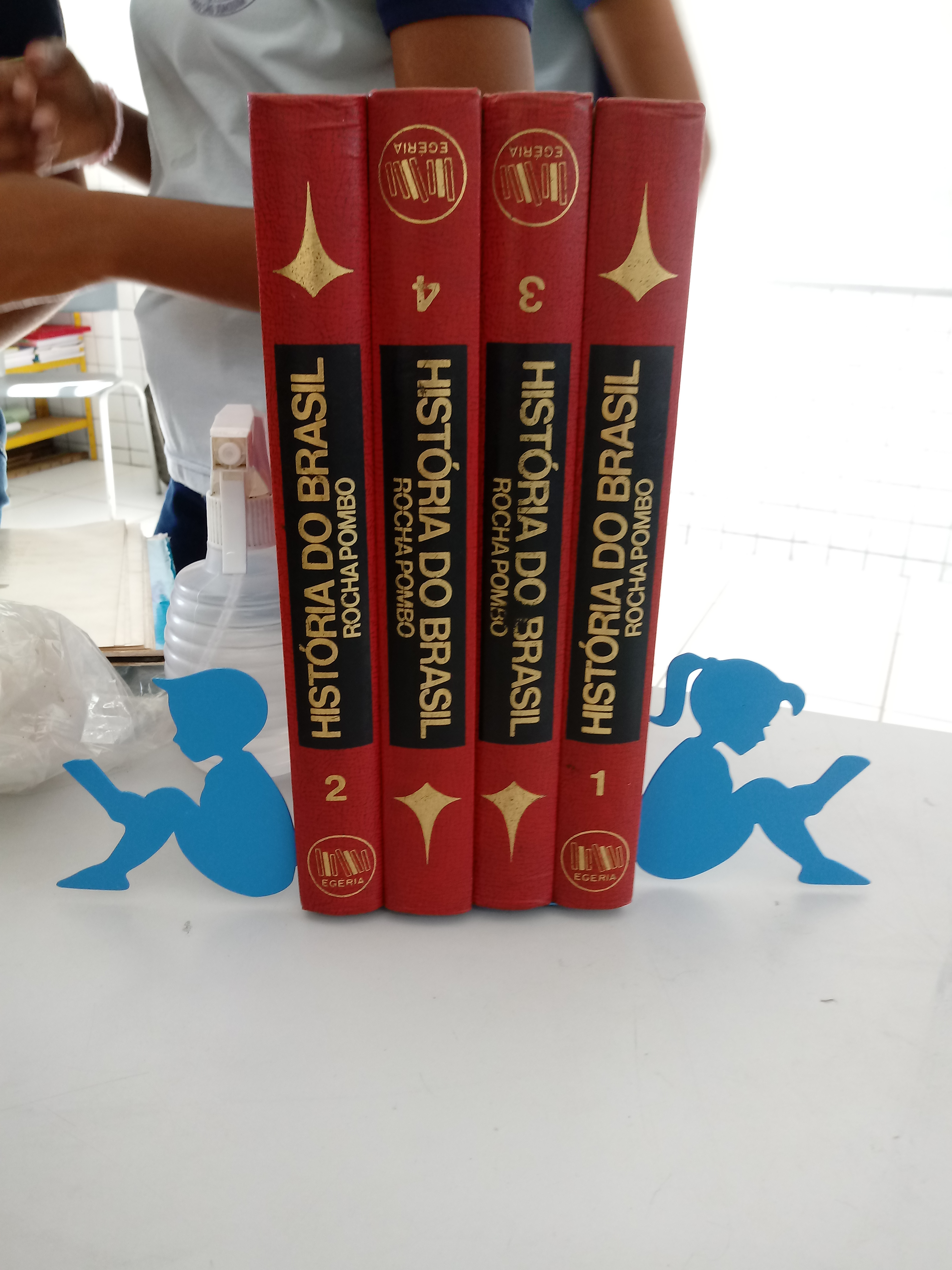
Uma das obras do autor sobre História do Brasil.

Com destaque para "No Hospício", que beira a literatura fantástica, e "Nossa Pátria", que mereceu dezenas de edições, publicou:
- Honra do Barão, 1881;
- Dadá, 1882;
- A religião do belo, 1882;
- Petrucello, 1889;
- Nova crença, 1889;
- A supremacia do ideal, 1889;
- Visões,1891;
- A Guairá, 1891;
- In excelsis, 1895;
- Marieta,1896;
- História da América, 1900;
- História do Brasil, 1905-1917;
- História de São Paulo.
- História do Paraná.
- O Paraná no centenário,1900;
- No hospício, 1905;
- Contos e pontos, 1911;
- Dicionário de sinônimos da Língua Portuguesa, 1914 ;
- Notas de viagem, 1918;
- História Universal, 1929.

## Academia Brasileira de Letras
Foi eleito em 16 de março de 1933 para ocupar a cadeira 39 da Academia, que tem por patrono Francisco Adolfo de Varnhagen, como seu terceiro ocupante, falecendo antes de ser empossado.